# Гонагов, Эмиль Шахин оглы
Эмиль Шахин оглы́ Гонагов (род. 19 мая 1987, Баку) — Aзербайджанский композитор.

## Жизнь
Эмиль Шахин оглы Гонагов родился 19 мая 1987 года в городе Баку. В 1995 году он поступил в среднюю школу имени Эльдара Мамедова. Поскольку его увлечение музыкой сформировалось ещё в детстве, то помимо школы, в те годы он был активным участником творческих кружков Сабаильского района, а также различных концертов, организованных в средней музыкальной школой имени Бюльбюля. Его первая мелодия была написана, когда ему было 11 лет. Несмотря на прошедшие годы, композиция «Родина» занимает в его творчестве особое место. Это произведение будет доработано и представлено зрителям как специальный проект совместно с художественным руководителем и дирижёром Государственного камерного оркестра имени Народного артиста Азербайджанской Республики Кара Караева Теймуром Гёйчаевым. Исполнителем произведения станет народный артист Алим Гасымов, который представил миру азербайджанские мугамы и был награждён орденом «Славы».
Среди композиций, принесших ему успех, хотелось бы выделить композицию «Follow may way». Его композиция была представленна как претендент на «Евровидение-2009». Проект реализован при участии музыкантов оркестра под руководством народного артиста Азербайджанской Республики, художественного руководителя и дирижёра Государственного Камерного Оркестра имени Гара Гараева Теймура Гёйчаева, а также руководителя «Natiq Ritm Qrupu» заслуженного артиста Азербайджана Натига Ширинова и народного артиста Алима Гасымова.
Всего в творчестве Эмиля Шахина около 30 композиций. Его песни исполняли народные и заслуженные артисты Азербайджанской Республики. Каждый проект с особым интересом освещался теле- и радиокомпаниями, работающими в Азербайджане, а также радиостанциями Турции. Его проект занял первое место в радиоконкурсе «Страна огней». С 2014 года он принимает активное участие в организации многих концертов. В этот список вошли концерты для солдат, проходящих службу на передовой, офицеров Пограничных войск в Баку. За свою карьеру он был удостоен множества почетных степеней и премий. Также он был удостоен номинации «Композитор года» на таких церемониях вручения премий как «Qrand», «Seçilənlər», «Nəğmə payızı». Занимался организацией визитов в Азербайджан нескольких зарубежных звезд. Он работал с турецкими и зарубежными звездами, и это сотрудничество продолжается и сегодня. Эмиль Шахин в настоящее время работает над опереттой «История одной любви». Он также является руководителем Продюсерского центра Эмиля Шахина, носящего его имя.

## Композиции
| Год  | Название песни  | Певец                                                                      | Автор слов       | Композитор  |
| ---- | --------------- | -------------------------------------------------------------------------- | ---------------- | ----------- |
| 2006 | Xəyallar        |                                                                            |                  | Эмиль Шахин |
| 2007 | Səni tapdım     | Айгюн Кязимова                                                             | Лейли Эрол       | Эмиль Шахин |
| 2008 | Sən getdin      | Севда Алекперзаде                                                          | Исмаил Дадашов   | Эмиль Шахин |
| 2007 | Eşqim           | Роя                                                                        | Юсиф Агаев       | Эмиль Шахин |
| 2010 | Keçdi getdi     | Зульфия Ханбабаева                                                         | Лейли Эрол       | Эмиль Шахин |
| 2010 | Sevirəm         | Фаик Агаев                                                                 | Лейли Эрол       | Эмиль Шахин |
| 2009 | Follow my way   | Алим Гасымов, Ульвия Агаева, Ритм Группа Натика Ширинова                   | Захра Бадалбейли | Эмиль Шахин |
| 2008 | Niyə?           | Elnur Məmmədov                                                             | Лейли Эрол       | Эмиль Шахин |
| 2018 | Həyat bir nağıl | Mirkamil                                                                   | MC Murad         | Эмиль Шахин |
| 2013 | Sevdim          | Şeron qrupu                                                                | Лейли Эрол       | Эмиль Шахин |
| 2010 | Dəyər           | Роя                                                                        | Лейли Эрол       | Эмиль Шахин |
| 2011 | Səninlə         | Айгюн Кязимова                                                             | Cəlal Qurbanov   | Эмиль Шахин |
| 2015 | Tənha Külək     |                                                                            |                  | Эмиль Шахин |
| 2017 | Yaralı Ürək     | Elnur Məmmədov                                                             | Лейли Эрол       | Эмиль Шахин |
| 2011 | Kaş             | Роя                                                                        | Исмаил Дадашов   | Эмиль Шахин |
| 2012 | Bilmirəm        | Elnur Məmmədov                                                             | Юсиф Агаев       | Эмиль Шахин |
| 2015 | Yeni İl         | Айгюн Кязимова, Зульфия Ханбабаева, Манана Джапаридзе, Роя, Elnur Məmmədov | Микаил           | Эмиль Шахин |
| 2016 | Anacan          | Mirkamil                                                                   | MC Murad         | Эмиль Шахин |